# 2012 au théâtre
| Années du théâtre : 2009 - 2010 - 2011 - 2012 - 2013 - 2014 - 2015    |
| Décennies du théâtre : 1980 - 1990 - 2000 - 2010 - 2020 - 2030 - 2040 |

Cet article présente les faits marquants de l'année 2012 au théâtre.

## Événements
- Création du festival Paris des Femmes par Michèle Fitoussi, Véronique Olmi et Anne Rotenberg, consacré à la valorisation du travail des autrices dramatiques, dont les textes inédits créés pour chaque édition sont publiés à L'avant-scène théâtre.

## Pièces de théâtre représentées

### Saison 2011-2012
- 5 janvier : La Princesse transformée en steak-frites de Christian Oster, mise en scène Frédéric Bélier-Garcia, Théâtre du Rond-Point
- 10 janvier : Rose de Martin Sherman, mise en scène Thierry Harcourt, Pépinière Théâtre
- 10 janvier : Maison de poupée d'Henrik Ibsen, mise en scène Jean-Louis Martinelli, Théâtre Nanterre-Amandiers
- 11 janvier : Bronx de Chazz Palminteri, mise en scène Steve Suissa, Théâtre des Bouffes-Parisiens
- 12 janvier : Les Liaisons dangereuses de Choderlos de Laclos, mise en scène John Malkovich,  Théâtre de l'Atelier
- 13 janvier : Citoyens de Daniel Keene, mise en scène Sébastien Geraci, Théâtre du Risque
- 20 janvier : Oh les beaux jours  de Samuel Beckett, mise en scène Marc Paquien, Théâtre de la Madeleine
- 24 janvier : Lettre au père de Franz Kafka, mise en scène Jean-Yves Ruf, Théâtre des Bouffes du Nord,
- 26 janvier : Lucide de Rafael Spregelburd, mise en scène Marcial Di Fonzo Bo, Théâtre Marigny
- 28 février : La Dame de la mer de Henrik Ibsen, mise en scène Claude Baqué, Théâtre des Bouffes du Nord
- 1er mars : Bullet Park de John Cheever, Rodolphe Dana et les Possédés, théâtre Garonne
- 6 mars : Je ne serai pas au rendez-vous de Patricia Haute Pottier, mise-en-scène Ladislas Chollat, Théâtre des Mathurins
- 14 mars : Chocolat Clown nègre de Gérard Noiriel, mise en scène Marcel Bozonnet, Théâtre des Bouffes du Nord
- 23 mars : Urbi - Les Chroniques du Grand Mouvement - Chapitre 03 de Marine Auriol, mise en scène Sébastien Geraci, Théâtre du Risque
- 24 mars : D'un retournement l'autre : comédie sérieuse sur la crise financière en quatre actes et en alexandrins de Frédéric Lordon, mise en scène de Luc Clémentin, La Maison des métallos (Paris).
- 23 mai : Les Larmes amères de Petra von Kant de Rainer Werner Fassbinder, mise en scène Philippe Calvario, Théâtre de l'Athénée-Louis-Jouvet
- 13 juin : La Princesse de Clèves de Madame de La Fayette, mise en scène Marcel Bozonnet, Théâtre des Bouffes du Nord
- 19 juin : Le Bourgeois gentilhomme de Molière, mise en scène Denis Podalydès, Théâtre des Bouffes du Nord

### Saison 2012-2013
- 7 septembre : Comme s'il en pleuvait de Sébastien Thiéry, mise en scène Bernard Murat, Théâtre Édouard VII
- 11 septembre : Adieu, je reste ! d'Isabelle Mergault, mise en scène Alain Sachs, Théâtre des Variétés
- 15 novembre : La Tempête de W. Shakespeare, mise en scène Rafael Bianciotto et Ned Grujic, Théâtre André Malraux de Rueil-Malmaison
- 19 octobre : Le Retour d'Harold Pinter, mise en scène Luc Bondy, Théâtre de l'Odéon
- 21 novembre : Nouveau roman de Christophe Honoré, mise en scène de l'auteur, Théâtre de la Colline
- 24 novembre : Discussion philosophique autour d'un réverbère avec Éric Blanc

## Récompenses
- 23 janvier : Prix Plaisir du théâtre : Dominique Blanc
- 23 janvier : Prix Jean-Jacques Gautier : Judith Chemla
- 8 juin : Prix du Brigadier : Thierry Hancisse pour L'École des femmes. Brigadier d'honneur : Judith Magre pour l'ensemble de sa carrière
- 14 juin : Prix du Syndicat de la critique
- 21 juin : Grand prix du théâtre de l'Académie française : Marie NDiaye pour l'ensemble de son œuvre dramatique
- 21 juin : Prix du jeune théâtre Béatrix Dussane-André Roussin : Alexandre Astier pour Que ma joie demeure !
- 12 novembre : Grand prix de littérature dramatique : Pascal Rambert pour Clôture de l'amour (Les Solitaires Intempestifs)

## Décès
- 8 janvier : Françoise Christophe (°1923)
- 12 janvier : Bernard Thomas (°1936)
- 13 janvier : Serge Lhorca (°1918)
- 14 janvier : Rosy Varte (°1923)
- 13 février : Sophie Desmarets (°1922)
- 14 février : Jean-Jacques Bricaire (°1921)
- 15 février : Jacques Duby (°1922)
- 25 février : Erland Josephson (°1923)
- 2 mars : Gérard Rinaldi (°1943)
- 7 mars : Pierre Tornade (°1930)
- 7 mars : Félicien Marceau (°1913)
- 13 mars : Michel Duchaussoy (°1938)
- 21 mars : Claude Duneton (°1935)
- 23 mars : Pierre Gérald (°1906)
- 26 mars : Philippe Bruneau (°1938)
- 28 mars : John Arden (°1930)
- 16 mai : Monique Mélinand (°1916)
- 17 juin : Catherine Marquand (Giraud) (°1943)[1]
- 2 juillet : Maurice Chevit (°1923)
- 15 juillet : Tsilla Chelton (°1919)
- 20 juillet : Marcel Mithois (°1922)
- 5 septembre : Christian Marin (°1929)
- 15 septembre : Pierre Mondy (°1925)
- 13 octobre : René Camoin (°1932)
- 9 décembre : Daniel Gall (°1938)
- 19 décembre : Paul Crauchet (°1920)